# Mail Pierre-Potier (Gif-sur-Yvette)
Pour les articles homonymes, voir Potier.
Le mail Pierre Potier est une voie du quartier du Moulon (plateau de Saclay), à Gif-sur-Yvette (Essonne), en France.

## Situation et accès
Construit dans le cadre de l'aménagement du quartier du Moulon par l'Établissement public d'aménagement Paris-Saclay (EPAPS) dans les années 2010, le mail Pierre Potier se situe sur les hauteurs de la commune de Gif-sur-Yvette, au sein du quartier de Moulon. 
Il débute sur la Route départementale 128 (Essonne) et se termine rue Sébastienne Guyot. La partie orientale de la rue est entièrement piétonne tandis que la partie occidentale accueille une voie de bus en site propre traversant le plateau de Saclay.
Le rue comprend de nombreux commerces, parmi lesquels un opticien, une pharmacie, une boulangerie, des services de restauration rapide, une enseigne de supermarché ou encore la mairie annexe de la commune de Gif-sur-Yvette.
Le mail permet un accès à ces services de proximité pour les familles vivant sur place ainsi que pour les étudiants des grandes écoles telles que l'École normale supérieure Paris-Saclay, CentraleSupélec ou l'Université Paris-Saclay.

## Origine du Nom
Le nom du mail tient son origine du pharmacien et chimiste Pierre Potier, directeur de l'Institut de chimie des substances naturelles et professeur au Muséum national d'histoire naturelle. Après son service militaire en Algérie, il intègre en 1962 l'Institut de chimie des substances naturelles (ICSN) du CNRS, à Gif-sur-Yvette, où il effectue l'essentiel de sa carrière. Pierre Potier reçoit en 1998 la médaille d'or du CNRS pour l'ensemble de ses travaux.